# Mulá

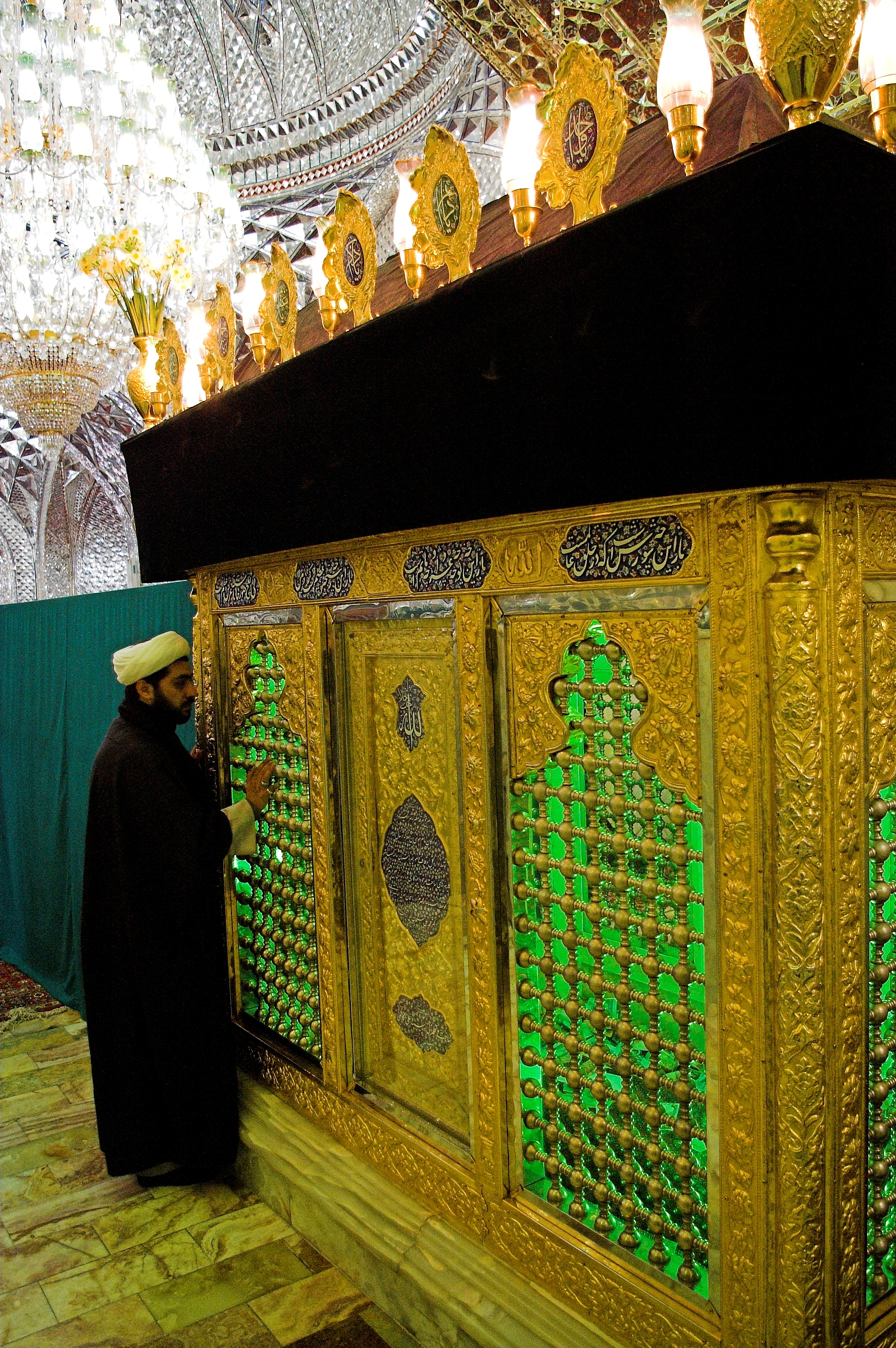
Un mulá rezando en Imamzadeh Hamzah, Tabriz, Irán

Mulá, mullah o mollah (del persa mollā y este del árabe mawlà, «señor») es la denominación que en algunas comunidades musulmanas recibe la persona versada en el Corán, los hadices y la jurisprudencia islámica o fiqh. En este sentido, es un término análogo al de ulema, más extendido entre los musulmanes suníes. En un sentido más general, y siempre dentro del islam suní, puede referirse a cualquier persona más versada en asuntos religiosos que el resto de los miembros de su comunidad. Este uso de la palabra mulá (honorífico o equivalente a ulema) es frecuente sobre todo en Asia central. El término también se utiliza a veces para una persona que tiene educación superior en teología islámica y ley sharia.
El título también se ha utilizado en algunas comunidades Mizrahi y judíos sefardíes en referencia al liderazgo de la comunidad, especialmente su liderazgo religioso.

## Etimología
La palabra mullah se deriva de la palabra persa mullā. (en persa: ملا‎), siendo tomado prestado de la palabra árabe mawlā (en árabe: مَوْلَى‎), que significa "maestro" y "guardián", con mutación de las vocales cortas iniciales.

## Uso

### Uso histórico

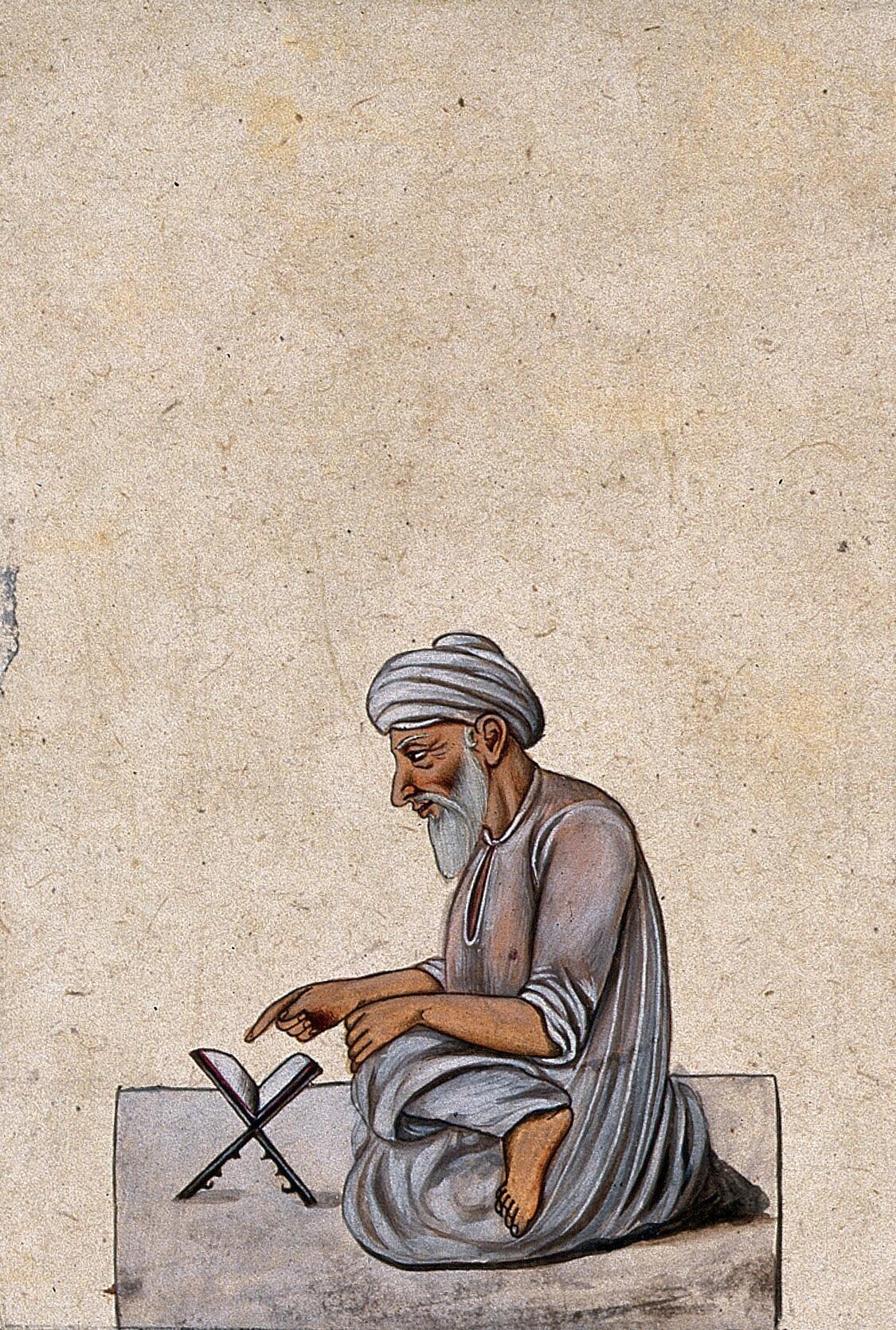
Pintura de un mullah (erudito musulmán) leyendo un libro. Gouache de un artista indio, c.

El término también se ha utilizado entre los judíos persas, los judíos de Bujará, los judíos afganos y otros judíos de Asia central para referirse al liderazgo religioso y/o secular de la comunidad. En Kaifeng, China, los judíos chinos históricos que dirigían la sinagoga eran llamados "mullahs".

### Uso moderno
Es el término comúnmente utilizado para los líderes de mezquitas de aldeas o barrios, que pueden no tener altos niveles de educación religiosa, en gran parte del mundo musulmán, particularmente Irán, Turquía, Asia central, Asia occidental, Asia meridional, Arabia Oriental, los Balcanes y el Cuerno de África. En otras regiones se puede utilizar un término diferente, como imam en el Magreb.
En Afganistán y Pakistán, el título se otorga a los graduados de una madrasa o escuela islámica, que luego pueden convertirse en líder de una mezquita, maestro en una escuela religiosa, juez local en una aldea o ciudad, o actuar rituales religiosos. Una persona que todavía es estudiante en una madrasa y aún no se ha graduado es un "talib". Los talibanes afganos se formaron en 1994 por hombres que se habían graduado o al menos asistieron a madrasas. Se llamaban a sí mismos "talibán", plural de "talib", o "estudiantes". Muchos de los líderes talibanes se llamaban "mullah", aunque no todos habían completado su educación en la madrasa. Alguien que completa una educación religiosa de posgrado recibe el título superior de Mawlawi.
"Mulá" y su variación "mulla" también han degenerado en un término despectivo para un sacerdote musulmán que connota un imán de aldea semianalfabeto, atrasado y a menudo intolerante.
En Irán Hasta principios del siglo XX, el término mullah se usaba en los seminarios iraníes para referirse al clero de bajo nivel que se especializaba en contar historias del Ashura, en lugar de enseñar o emitir fatwas. Sin embargo, en los últimos años, entre los clérigos chiitas, el término ruhani (espiritual) ha sido promovido como una alternativa a mullah y akhoond, libre de connotaciones peyorativas.

## Capacitación y deberes
Idealmente, un mullah capacitado habrá estudiado las ciencias islámicas tradicionales, no limitadas a:
- Árabe clásico
  - Nahw (sintaxis)
  - Sarf (morfología de la palabra)
  - Balaaghah (retórica)
  - Shi'r (poesía)
  - Adab (literatura)
- Tarij (historia)
- Ley islámica (fiqh)
  - Sentencias pertenecientes a su escuela de jurisprudencia y sentencias de otras escuelas de jurisprudencia
  - Los principios de jurisprudencia pertenecientes a su escuela de jurisprudencia y los principios de otras escuelas de jurisprudencia.
  - Las evidencias de su escuela de pensamiento sobre principios y reglas, las evidencias de otros, en qué se diferencian y por qué.
- Tradiciones islámicas (hadith)
  - Exégesis
  - Los principios de la exégesis.
- Aqidah (credo islámico)
- Mantiq (lógica)
- Ilm-ul-Kalaam (filosofía)
- (Corán)
  - Los significados del Corán
  - Exégesis
  - los principios y reglas de la exégesis coránica
- Tasawwuf (Sufismo)

Algunos mulás se especializarán en ciertos campos después de completar los estudios fundamentales anteriores. Las especialidades comunes son:
- Iftah – después de lo cual califican como mufti y pueden emitir una fatwa (resolución legal)
- Takhasus fil Hadith – especialización en estudios de hadices
- Takhasus fil Aqidah – especialización en estudios de aqidah

Estas figuras a menudo han memorizado el Corán e históricamente memorizarían todos los libros que estudiaron. Sin embargo, en la era moderna, memorizan los libros fundamentales de cada campo (a veces en forma de poesía para ayudar a la memorización).
Los aldeanos sin educación pueden clasificar con frecuencia a un musulmán alfabetizado con una formación islámica incompleta como su "mullah" o clérigo religioso. Los mulás con distintos niveles de formación dirigen oraciones en mezquitas, pronuncian sermones religiosos y realizan ceremonias religiosas como ritos de nacimiento y servicios funerarios. También suelen enseñar en un tipo de escuela islámica conocida como madraza. Tres tipos de conocimiento se aplican con mayor frecuencia al interpretar textos islámicos (es decir, el Corán, hadices, etc.) en cuestiones de Sharia, es decir, la ley islámica.
Los mulás han estado involucrados con frecuencia en la política, pero sólo recientemente han ocupado posiciones de poder, desde que los islamistas tomaron el poder en Irán en 1979. En Siria, grupos militantes políticos apoyados por el Occidente ha echado raíces.[cita requerida]

## Vestimenta

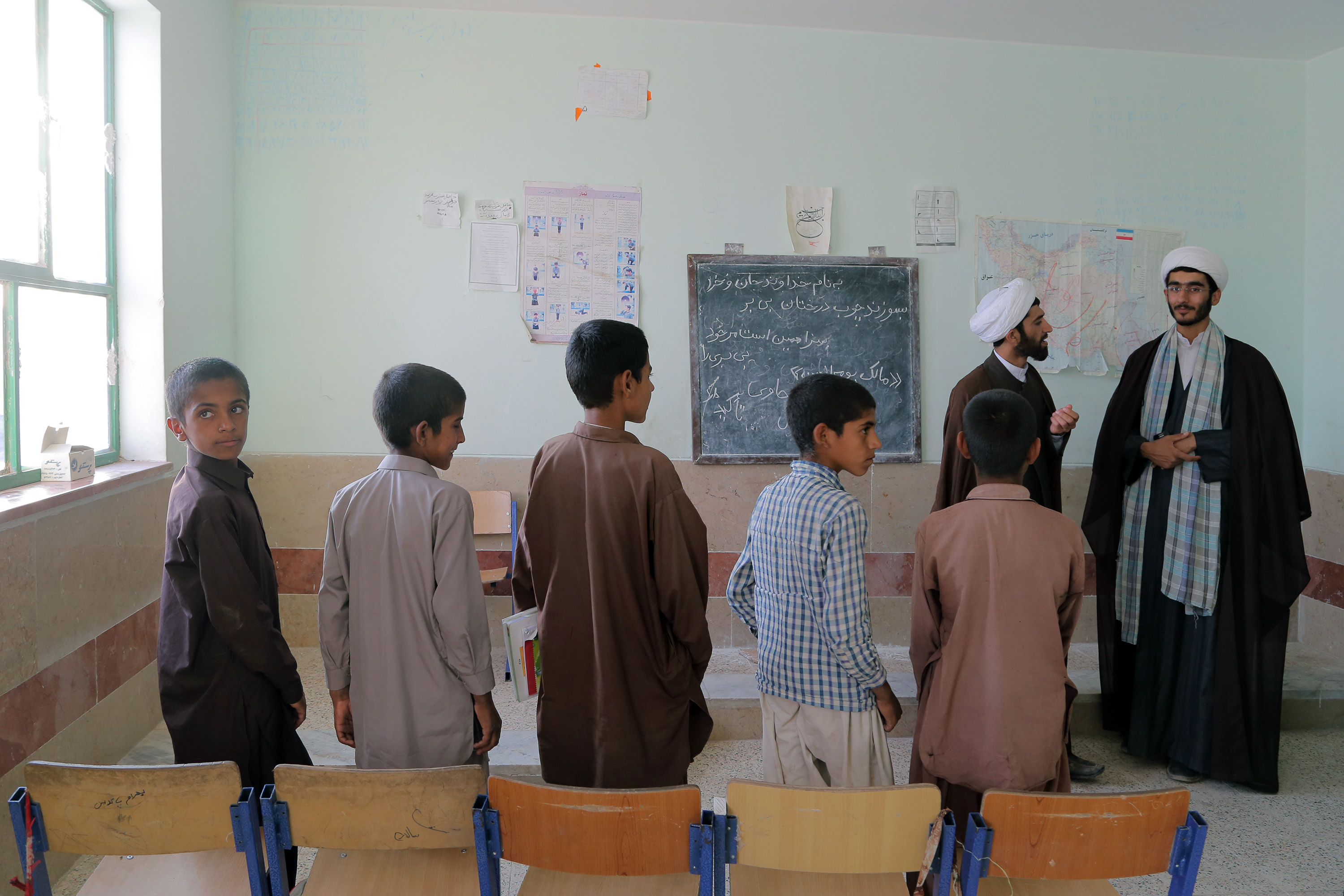
Mullahs enseñando a los niños

La vestimenta de un Mullah suele consistir en un turbante. (en persa: عمامه‎ ammāme), un abrigo largo con mangas y botones, similar a una sotana (قبا qabā), y una bata o capa larga, abierta por delante (عبا abā). La "aba" suele estar hecha de lana marrón o de muselina negra. No tiene mangas pero tiene agujeros por donde se pueden introducir los brazos. El turbante suele ser blanco, pero aquellos que afirman ser descendientes de Mahoma tradicionalmente usan un turbante negro.